# La famille Soucy
Pour les articles homonymes, voir Soucy.
 (septembre 2022).
La mise en forme du texte ne suit pas les recommandations de Wikipédia : il faut le « wikifier ».
Les points d'amélioration suivants sont les cas les plus fréquents. Le détail des points à revoir est peut-être précisé sur la page de discussion.
- Les titres sont pré-formatés par le logiciel. Ils ne sont ni en capitales, ni en gras.
- Le texte ne doit pas être écrit en capitales (les noms de famille non plus), ni en gras, ni en italique, ni en « petit »…
- Le gras n'est utilisé que pour surligner le titre de l'article dans l'introduction, une seule fois.
- L'italique est rarement utilisé : mots en langue étrangère, titres d'œuvres, noms de bateaux, etc.
- Les citations ne sont pas en italique mais en corps de texte normal. Elles sont entourées par des guillemets français : « et ».
- Les listes à puces sont à éviter, des paragraphes rédigés étant largement préférés. Les tableaux sont à réserver à la présentation de données structurées (résultats, etc.).
- Les appels de note de bas de page (petits chiffres en exposant, introduits par l'outil «  Source ») sont à placer entre la fin de phrase et le point final[comme ça].
- Les liens internes (vers d'autres articles de Wikipédia) sont à choisir avec parcimonie. Créez des liens vers des articles approfondissant le sujet. Les termes génériques sans rapport avec le sujet sont à éviter, ainsi que les répétitions de liens vers un même terme.
- Les liens externes sont à placer uniquement dans une section « Liens externes », à la fin de l'article. Ces liens sont à choisir avec parcimonie suivant les règles définies. Si un lien sert de source à l'article, son insertion dans le texte est à faire par les notes de bas de page.
- La présentation des références doit suivre les conventions bibliographiques. Il est recommandé d'utiliser les modèles {{Ouvrage}}, {{Chapitre}}, {{Article}}, {{Lien web}} et/ou {{Bibliographie}}. Le mode d'édition visuel peut mettre en forme automatiquement les références.
- Insérer une infobox (cadre d'informations à droite) n'est pas obligatoire pour parachever la mise en page.

Pour une aide détaillée, merci de consulter Aide:Wikification.
Si vous pensez que ces points ont été résolus, vous pouvez retirer ce bandeau et améliorer la mise en forme d'un autre article.
 (septembre 2022).
Si vous disposez d'ouvrages ou d'articles de référence ou si vous connaissez des sites web de qualité traitant du thème abordé ici, merci de compléter l'article en donnant les références utiles à sa vérifiabilité et en les liant à la section « Notes et références ».
La famille Soucy était un groupe musical québécois composé d'une seule et même famille et œuvrant dans le registre traditionnel. Ce groupe a repris ses activités en 2016 après une rencontre plus que fructueuse au Studio Opus. Yanick Soucy Marsan descendant de la 4e génération ainsi que son comparse de toujours Serge Ladouceur ont été les instigateurs de la renaissance du groupe!

## Historique

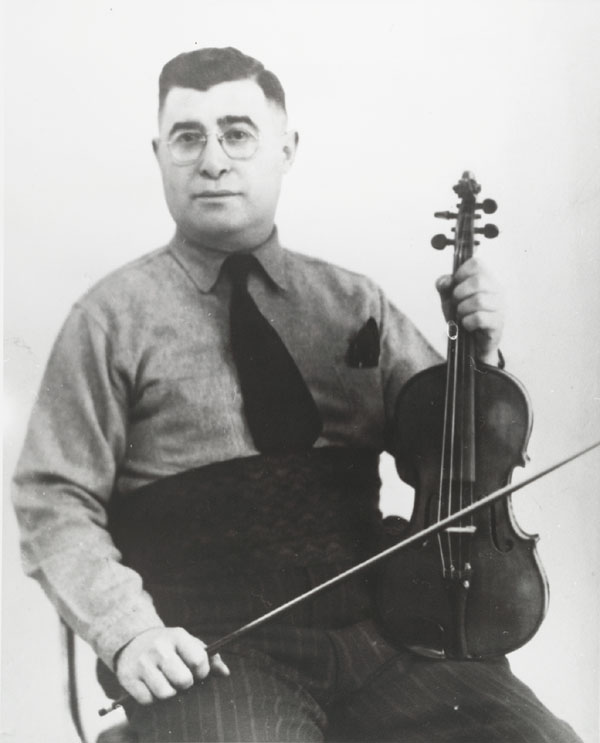
Isidore Soucy en 1940, avant la formation de la famille Soucy

À l'automne 1949, des musiciens d'une même famille (Soucy) se regroupent pour former un nouvel ensemble de musique traditionnelle, La famille Soucy. Le groupe est alors formé de Eugène, Fernande, Fernando, Thérèse et du père Isidore Soucy qui était déjà fort connu et qui sera longtemps la figure centrale du groupe.
L'année 1950 est marquée par la parution de seize nouveaux enregistrements dont Prendre un verre de bière mon minou et Prendre un p'tit coup c'est agréable, deux futurs classiques du répertoire québécois. De facture traditionnelle, les chansons de La famille Soucy sont généralement écrite par Fernando (le fils d'Isidore), aussi compositeur de plusieurs mélodies. Pour le reste de leur répertoire, il s'agit d'adaptations de musique traditionnelle. Il est important de noter que l'abbé Paul-Marcel Gauthier a écrit les paroles ou la musique de plusieurs chansons sous son nom ou le pseudonyme de Jean-Baptiste Purlenne. 
Au cours des années, le noyau initial s'enrichit de nouveaux musiciens et chanteurs tandis que d'autres délaissent progressivement le monde du spectacle. Après de nombreuses tournées sous la direction de Jean Grimaldi, les membres du groupe aspirent à une certaine sédentarisation. À la fin des années cinquante, s'ouvre la boîte et le restaurant Chez Isidore, au-dessus du Cabaret Casa Loma, rue Sainte-Catherine à Montréal. 
En 1961, c'est le début de leur propre émission télévisée hebdomadaire Chez Isidore où les musiciens exécutent certaines de leurs chansons tout en invitant d'autres artistes. C'est au moment où le groupe est au sommet de sa carrière, rejoignant des centaines de milliers de spectateurs chaque semaine, que survient le décès d'Isidore Soucy en décembre 1962. 
Le groupe continuera ses activités sous la houlette de Fernando Soucy.
À l'occasion de l'Exposition universelle de Montréal (Expo 67), un album est gravé comprenant des pot-pourris dansants et quelques pièces du terroir remaniées spécialement pour l'occasion telles "Le reel de Montréal" et "La chanson de Montréal 1967".
La famille Soucy ne survivra pas à la mort de Fernando, à l'été 1975, à l'âge de 48 ans. Le groupe cessera ses activités à l'automne 1975 sous cette forme.

## Renaissance d'un groupe légendaire
En 2015, un projet mené par le petit-fils de Fernando Soucy, Yanick, et son complice Serge Ladouceur a tourné vers une proposition du studio d'enregistrement, celui de reformer La Famille Soucy. 
Au printemps et à l'été 2016, accompagné de nombreux musiciens connus au Québec tels que Jean-Guy Grenier, Tommy Gauthier et plusieurs autres, l'album Rouge et noir était en production. Des artistes établis tels que Mara Tremblay, Marco Calliari, Raffy et l'ex-leader de La Bottine Souriante, Yves Lambert, ont participé à plusieurs chansons de ce nouvel album, le premier en plus de 40 ans et le 90ème du groupe selon Manon Soucy, la productrice.
L'album Rouge et noir a été lancé le 4 novembre 2016 dans tous les magasins du Québec et un spectacle de lancement a eu lieu le 21 novembre 2016 au Cabaret le Lion d'Or à Montréal. Une campagne de publicité nationale est en branle pour que les Québécois puissent se procurer l"album et ainsi renouer avec des grands classiques de la chanson québécoise tous genres confondus.

## Discographie
- La Famille Soucy ( RCA Victor - 1958)
- Chansons à Répondre (RCA Victor - 1961)
- Chez Isidore (Dominion - 1962)
- Les Chansons de Chez Nous (RCA Victor - 1962)
- Noël Chez Isidore (Dominion - 1963)
- La Famille Soucy vous Invite à Un Garden Party (Dominion - 1964)
- Les Veillées du Bon Vieux Temps (Dominion - 1964? - deux disques)
- Les Veillées du Bon Vieux Temps: Les Chansons du Répertoire de Conrad Gauthier (Dominion - 1965? - Deux disques)
- Noël et le Jour de l'An avec La Famille Soucy (Dominion - 1965?)
- Paul Jones et Chansons à Répondre (Trans-Canada - 1967)
- Le party de Fernando (Dominion - 1971)

La Famille Soucy a participé à l'enregistrement d'albums, entre autres, d'Oscar Morin sous étiquette Dominion et de Lucien Boyer, sous étiquette Montagnard.
Albums parus sous l'étiquette Catalogne de Fernando Soucy et Fernand Plouffe entre 1972 et 1975:
- Un party ben l'fun avec Pôgne et la Famille Soucy
- 12 chansons à répondre
- L'hiver québécois
- Les vrais reels, les vrais noms
- Du bon temps avec la Famille Soucy
- Party surprise avec la Famille Soucy
- Oubliez vos soucis avec la Famille Soucy (compilation)
- Les fêtes avec la Famille Soucy (compilation)
- Allons-y avec la Famille Soucy (compilation)
- 10 minutes Paul Jones avec la Famille Soucy (compilation)
- Catalogne 1975 (Compilation avec les artistes qui endisquaient pour cette étiquette)

Les musiciens membres de la Famille Soucy ont participé aux enregistrements des albums de Thérèse Rioux dans les années 70.
Certains albums de chansons de la Famille Soucy ont été repris en format cassette par BMG Musique Québec au début des années '90.
Plusieurs albums produits par les disques Catalogne ont été réédités en format compact par les Disques Mérite en 1999, dont un enregistrement avec l'humoriste Lucien Boyer datant de 1961 (Chansons à répondre avec Lucien Boyer et la Famille Soucy).
Du même producteur, un album compilation avec le titre Le party du temps des fêtes chez La Famille Soucy a été produit en 2010 avec, en prime, des chansons de Pierre Daignault, Lucien Boyer et Paul-Marcel Gauthier.
Albums réalisés avec la nouvelle formation de La Famille Soucy
- Rouge et noir 2016 (Productions Martin Leclerc et La Famille Soucy, SENC)

## Sources et liens externes
- Québec Info Musique
- (en) « La Famille Soucy » (fiche artiste), sur Discogs
- Collection personnelle de Robert Legault (Sherbrooke, Québec)